# Icuria
Icuria es un género monotípico de árbol de la subfamilia Caesalpinioideae perteneciente a la familia de las legumbres Fabaceae. Su única especie: Icuria dunensis Wieringa, es originaria de Mozambique.

## Descripción
Es un árbol que alcanza los 40 m de altura, con el tronco cilíndrico, recto de hasta 10 m de largo, y 1 m de diámetro, la base, a veces, con pequeños pies.

## Distribución y hábitat
Se encuentra formando grandes comunidades en las dunas de arena de un tramo de ± 200 km entre Angoche (= Antonio Enes) y Moebase en Mozambique. Formando bosques casi monoespecíficos en las dunas de más edad y en las tierras secas. No debe confundirse con Hymenaea verrucosa. Fue conseguida en primer lugar en 1965, recordada en 1995-1998, y descrita en Agricultural University Wageningen Papers 99(4): 242-248, f. 12.1, map 12.1, en el año 1999.